# Hamburg 1

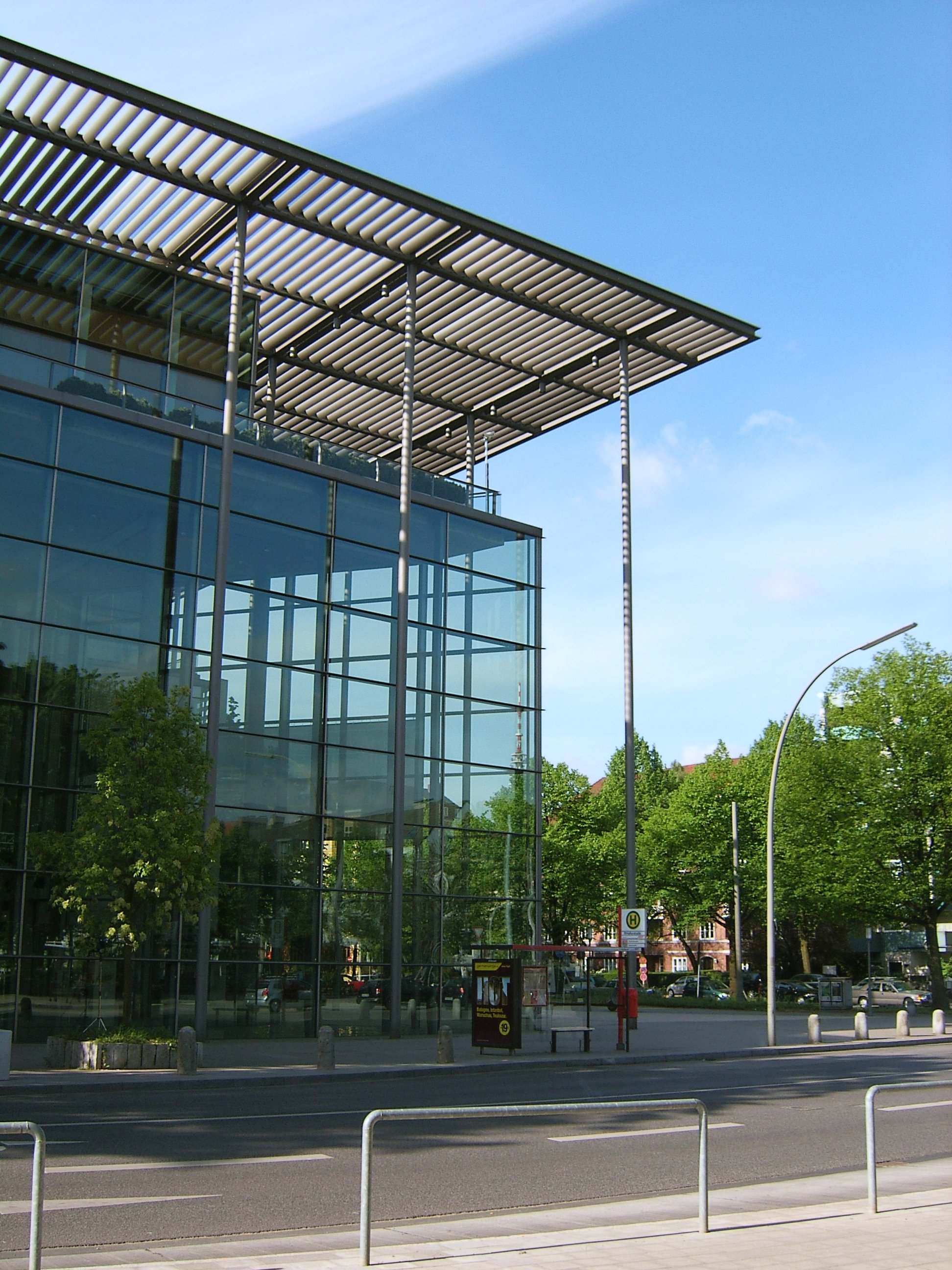
Das Multimedia Centre Rotherbaum, der alte Standort von Hamburg 1 in den Jahren 1995 bis 2023

Hamburg 1 ist ein privater Hamburger Regional-Fernsehsender, der 1995 gegründet wurde. Er hatte seinerzeit eine technische Reichweite von zirka 1,9 Millionen Haushalten und sendet über die Grenzen der Stadt hinaus, per Kabel bis Kaltenkirchen, Büchen, Harsefeld und Lüneburg. Seit dem Jahr 2013 ist er im digitalen Programmangebot von Vodafone Kabel Deutschland und seit dem 1. Dezember 2011 auf der IPTV-Plattform Telekom Entertain vertreten. Ein Insolvenzantrag für Hamburg 1 wurde 2022 gestellt und im Januar 2023 der Sender zu 100 Prozent von der Godd Media Broadcast mit Sitz in Berlin übernommen. Die neuen Eigentümer, das Ehepaar Dursun und Seyhan Yigit halten 85 Prozent neben 15 Prozent gehalten von Denis Pronin. Das Unternehmen betreibt ebenfalls die Fernsehsender TV Berlin und bw family.tv in Baden-Württemberg.

## Sendungen
Das Programm besteht neben regionalen, nationalen und internationalen Nachrichten und dem Frühstücksfernsehen Frühcafé live hauptsächlich aus eigenen Produktionen sowie Corporate-Formaten wie Carport oder Airport TV.
Das erste Format, das auf Hamburg 1 ausgestrahlt wurde, war das Frühstücksfernsehen Frühcafé live, was auch heute noch täglich von 6.00 bis 9.00 Uhr ausgestrahlt wird. Neben den Nachrichten aus der Region und Kinotipps, sind wechselnde Gäste im Interview.
Seit 1995 gibt es den Polittalk Schalthoff live. Dieser ist fester Bestand im Programm von Hamburg 1.
Als Kultur verbindende Formate wirken Nihao Deutschland und Oriental Night.
Prominenz traf sich beim Tischgespräch mit Susan Stahnke. Zu Gast waren u. a.: Franz Beckenbauer, Andre Rieu, Hardy Krüger, Mario Adorf, David Garrett, Hans Klok, Roger Willemsen, Udo Jürgens, Pierre Brice, Uwe Seeler, Roger Cicero, Frank Elstner, Andrea Bocelli, Auma Obama, Anja Kling, Sven Hannawald, Stefanie Hertel, Polina Seminova, Erol Sander, Christine Neubauer, Roberto Bolle, Ute Lemper, Peter Hahne, Kevin Fehling, Katrin Müller-Hohenstein, Marek Erhardt, Helmut Lotti, Fernanda Brandao, Jörg Wontorra
Seit August 2018 strahlt Hamburg 1 ein neues Talkshowformat am Sonntagabend aus Erfolge bevorzugt – Strategien für ein erfolgreiches Leben, präsentiert von Martina Hautau.

## Moderatoren
Bei Hamburg 1 arbeiten bzw. arbeiteten unter anderen Carlo Blumenberg, Andreas Ellermann, Herbert Schalthoff, Karl Günther Barth, Thorsten Laussch, Heinz Lohmann, Sandra Maahn, Ralph Szepanski, Ulrich „Uli“ Pingel, Oliver Geissen, Britt Reinecke, Elton, Sascha Oliver Martin, Julia Josten, Ilka Groenewold, Corinna Lampadius, Marion Neises, Gönül Pehlvian, Lennart Reip, Tonye Spiff. Michael Schmidt und Marco Ostwald arbeiteten 2013 als Moderatoren des „Hamburg 1 Frühcafés“. Im November 2024 wurde Borris Brandt der Hamburg 1 Hauptmoderator, mit der täglichen Morningshow Moin Moin und dem wöchentlichen Medientalk mit Jo Groebel, sowie politischen Talkshows u. a. mit Caroline Bosbach, Anna-Elisabeth von Treuenfels-Frowein, Dietrich Grönemeyer, oder dem Chef der Hamburger CDU Dennis Thering. Brandt verließ den Sender Mitte 2024, Michael Schmidt offiziell zum Jahresende 2024. Marko Oswald arbeitet weiter und moderiert seit August 2024 alleine die einzig verbleibende Live Show des Senders, das Frühcafe.

## Geschichte

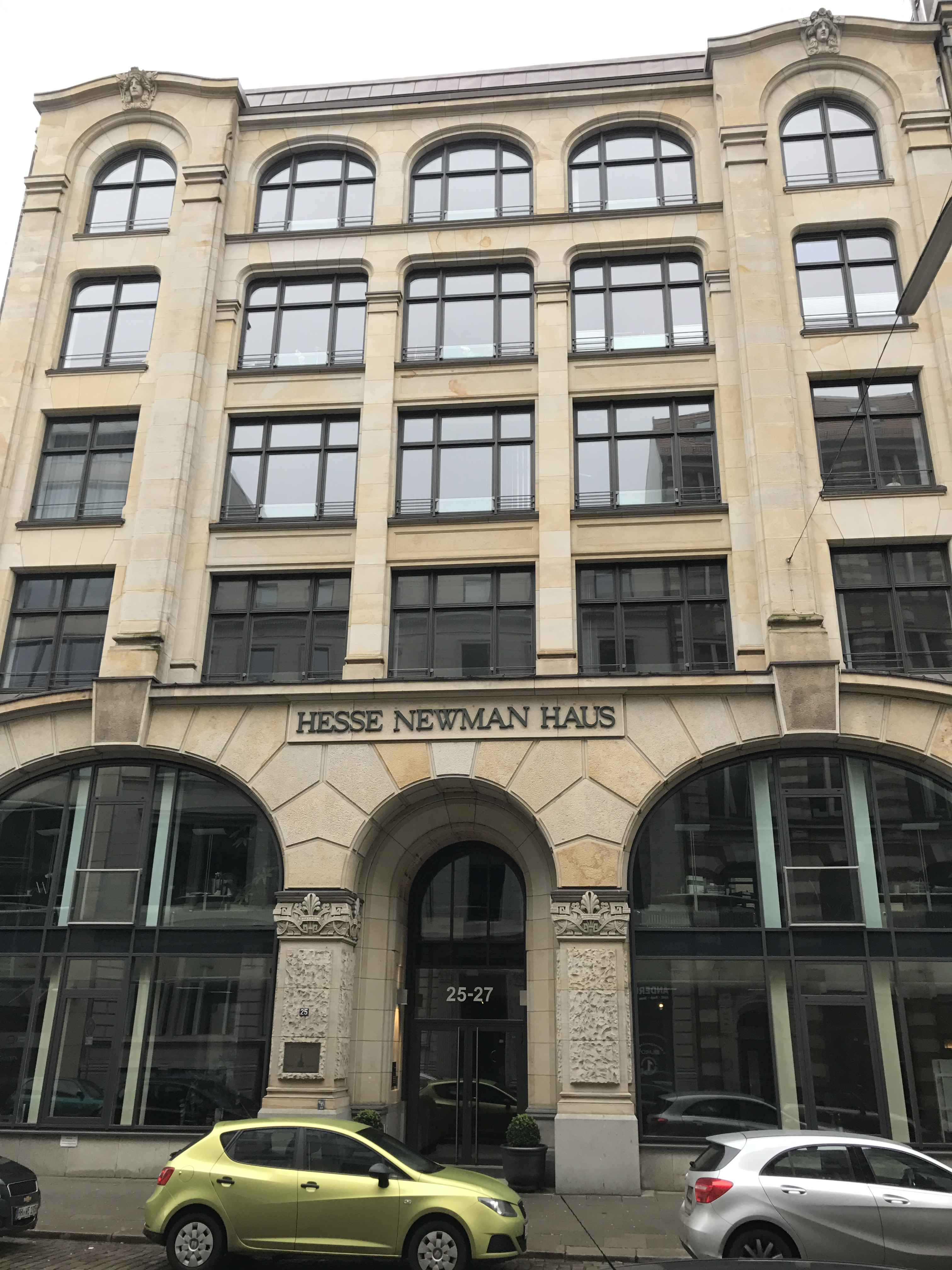
Das Hesse Newman Haus in der Ferdinandstraße, seit 2023 Standort von Hamburg1

Am 3. Mai 1995, um sechs Uhr früh, ging Hamburg 1 im Multimedia Centre Rotherbaum an der Ecke Rothenbaumchaussee/Hallerstraße auf Sendung, der erste und einzige kommerzielle Lokalfernsehsender der Stadt. Bürgermeister Henning Voscherau drückte damals auf den roten Knopf. Zunächst war ein Sendebeginn bereits im Dezember 1994 angepeilt worden. Für das erste Sendejahr rechneten die Verantwortlichen mit Ausgaben von 15 Millionen sowie Einnahmen von acht Millionen D-Mark.
In den 1990er Jahren übernahm Hamburg 1 das Fernsehprogramm von Super RTL als Mantelprogramm und produzierte nur regionale Magazinsendungen. Am 6. Januar 2011 fand ein TV-Duell zwischen Olaf Scholz und Christoph Ahlhaus live in Hamburg 1 statt. Organisatoren waren Hamburg 1, Radio Hamburg, Oldie 95 und BILD Hamburg. Seit 1999 veranstaltet Hamburg 1 die jährliche Fernsehgala Hamburger des Jahres, in der herausragende Persönlichkeiten des abgelaufenen Jahres gewürdigt werden.
Von April 2001 bis Juli 2002 wurde das damals durchaus populäre Mantelprogramm von Sun-TV auf Hamburg1 ausgestrahlt. Bei Sun-TV handelte es sich um einen Fernsehkanal der Kirch-Gruppe, welcher sein Programm ausschließlich über diverse Ballungsraumsender Deutschlands verbreitete, wodurch erfolgreiche Formate wie Blondes Gift mit Barbara Schöneberger und die WIB-Schaukel mit Wigald Boning auch in Hamburg empfangbar waren. Im Zuge der Insolvenz der Kirch-Gruppe stellte Sun-TV seine Programme ein.
Im Jahre 2023 bezog der Sender Hamburg1 neue Räumlichkeiten im Stadtteil Hamburg-Altstadt in der Ferdinandstraße 25–27 in dem ehemaligen Bankgebäude Hesse Newman Haus.

## Beteiligungsstrukturen von Hamburg 1
Gründungsgesellschafter 1995 waren Frank Otto (24 %), Axel Springer AG (24 %), Time Warner (24 %), die Deutsche Fernsehnachrichten Agentur (DFA) (24 %), Werner E. Klatten (2 %) und Ingo Borsum (2 %), der die Geschäftsführung übernahm. Nachdem Frank Otto die unternehmerische Führung als Gründungsgesellschafter abgegeben hatte, übernahm diese Rolle zunächst Time Warner, dann die neu hinzugetretene Kirch-Gruppe (2000), nach deren Insolvenz die DFA (2002) und Ende 2003 schließlich das Management (Michael Schmidt, Kim Benjamin Schwaner, Ingo Borsum und Bernhard Bertram) als Almond Media Beteiligungs GmbH. Die Anteile wurden 2011 von der Schweizer Michel Medien, dem Hamburger Nikolaus Broschek und – bis März 2015 – der Triangel übernommen.
Im Sommer 2013 übernahm Frank Otto die Anteile der Axel Springer AG.
Beteiligungsverhältnisse (Stand November 2019): Anteilseigner waren mit 60 % die Michel Medien Beteiligungs GmbH, Hamburg (Corinna von Schönau-Riedweg, Schweiz) und mit 40 % Frank Otto, Hamburg.
Der Sender stellte am 28. April 2022 am Hamburger Amtsgericht einen Insolvenzantrag.
Am 6. Oktober 2022 wurde bekannt, dass in Folge des laufenden Insolvenzverfahrens Jürgen Hunke 50 Prozent der Anteile übernommen hat. Weitere 50 Prozent hält Frank Otto. Beide Gesellschafter, Hunke und Otto hatten in der Folge den Sender aus der Insolvenz gerettet, jedoch im Januar 2023 zu 100 Prozent an die Godd Media Broadcast GmbH in Berlin verkauft, dem inzwischen ebenfalls die Lokalsender TV Berlin und BW Family.tv gehören.